# Gustaf Hultman (ingenjör)
Gustaf Henrik Hultman, född 25 februari 1875 i Brännkyrka församling, Stockholms län, död 27 april 1952, var en svensk ingenjör, uppfinnare och kommunalpolitiker. 
Hultman blev student 1893 och utexaminerades från Kungliga Tekniska högskolans kemiska fackskola 1896. Han var ingenjör vid Stockholms gasverk 1896–1914 och startade där tillverkning av kaustik ammoniak och natriumferrocyanid. Han var 1915–1917 speciallärare i industriell ekonomi vid Kungliga Tekniska högskolan. Han bedrev han konsulterande ingenjörsverksamhet i Stockholm 1914–1925 och var överingenjör vid Stockholms gasverk 1925–1940. 
Hultman upprättade bland annat förslag till nya gasverk i Nyköping, Örebro, Östersund, Härnösand, Falun, Västervik och Visby samt för värmeverk i Norrköping, utarbetade vidare fabrikationsmetoder för den kemiska och elektrokemiska industrin, bland annat metod för framställning av olja m.m. ur svensk alunskiffer (1916–1918), framställning av zink medelst alkalisk elektrolys (1916–1917, tillsammans med Joh. Härdén), metod för tillverkning av kromalun (1918) och metod för framställning av ren lerjord för aluminiumtillverkning av svenska råvaror (1919–1923). Han erhöll ett 70-tal patent och blev 1919 ledamot av Kungliga Ingenjörsvetenskapsakademien. 
Kraftigt intresserad för kommunala frågor, var Hultman 1915-1925 en av moderata gruppens representanter i Stockholms stadsfullmäktige, där han erhöll många förtroendeuppdrag, bland annat som ledamot av stadskollegiet (1920–1921, 1923 ff.), vice ordförande i folkskoledirektionen (1920–1921), ordförande i gatunämnden (sedan 1923), ledamot av spårvägsstyrelsen (1920–1938, vice ordförande 1934–1938), i Stockholms Centrala Omnibus AB 1925–1929, ordförande i Stockholms högre folkskola för teknisk utbildning (sedermera teknisk mellanskola) 1922–1939, inspektör från 1939, och ordförande i stadsfullmäktiges diskussionsklubb (från 1923). 
Hultman var statens revisor i AB Vin- och Spritcentralen 1923–1931, ordförande i Svenska gasverksföreningen 1927–1940, i Stockholms stads tekniska tjänstemäns förening 1928–1930, styrelseledamot i Sveriges kemiska industrikontor från 1927, i kolningslaboratoriet från 1935, ordförande från 1938, ordförande i Sveriges kolimportörers förening 1939, u.p.a. från 1941, ledamot av Internationella gasverksunionens råd från 1931 och dess vice preses från 1937. Åren 1910–1912 och 1917–1920 tillhörde han Svenska Teknologföreningens styrelse och var 1906–1911 redaktör för Teknisk Tidskrifts kemiska avdelning. Åren 1922–1933 var han vice ordförande i Allmänna valmansförbundet i Stockholm. Han skrev artiklar i bland annat "Teknisk Tidskrift", "Jernkontorets annaler", Ingenjörsvetenskapsakademiens handlingar och Nordisk familjebok, huvudsakligen rörande gasverks- och koksverksdrift.